# Cafè-teatre Gaslight
Gaslight (Llum de Gas, en català) va ser un cafè teatre, ubicat en el núm. 3 del carrer Tuset de Barcelona, on es van presentar espectacles i recitals de cançons.

## Espectacles
- 1970, desembre. ¿Quiere ser polígamo?
- 1971, 18 setembre. Judit y Holofernes en rojo y verde. Original de Kalikatres. Director: Manuel Santos Peñas. Amb Mayte de Puig, Manuel Santos Peñas i David Bremon.
- 1972, gener. Domesticar a una mujer. Comèdia musical d'Alfonso Paso.
- 1972, abril. Anatol, original d'Arthur Schnitzler, versió de Clemente Andrei. Amb Gabrile Agustí i Asunción Victoria.
- 1972, novembre. El huevo de Colón. Comèdia xou amb Santi Sans.
- 1973, abril. Yermo amb Santi Sans.
- 1974, gener. ¿Qué pasa en la alcoba?, d'Alfonso Paso, amb Marta Padovan i Simón Cabido. Direcció: Antoni Chic.
- 1974, març. Recital de Guillermina Motta.